# Bleienbach
Bleienbach is een gemeente en plaats in het Zwitserse kanton Bern, en maakt deel uit van het district Oberaargau.
Bleienbach telt 661 inwoners.

## Geboren
- Heinz Imboden (1962), wielrenner